# Карл Шейн
Карл Шейн (англ. Karl Schein; пол. - Scheiniewicz; нар. 1911 в Турці, помер 1973 в Хайфі) — гебрейський лікар-хірург, професор військово-польової хірургії, завідувач кафедри ортопедії і травматології Лодзького медичного університету, головний хірург польської армії, директор медичної клініки в Хайфі.

## Молоді роки
Народився в місті Турка 1911 року. Його батько — бідний виробник деревного вугілля — помер, коли Карлові було лише 5 років, залишивши сім'ю напередодні Першої світової війни. Власне з цієї причини молодий Карл почав відвідувати традиційний єврейський хедер (англ. –cheder) — його єдине джерело освіти до 12 років. Упродовж 1920 року фінансова ситуація в сім'ї покращилася завдяки успішному бізнесові його старшого брата у Празі. Це дало змогу Карлу вступити на навчання в загальну польську гімназію, яку він закінчив у 17 років. Пізніше Карл часто згадував ці важкі роки: «… одна пара взуття і курячий розсіл лише на Шабат (англ. – Chabbath)». Перший автомобіль він побачив у Турці 1925 року, і це справило на нього настільки сильне враження, що вже пізніше, у дорослому віці, він майже щороку купував собі щораз інший легковик.

Батьківський будинок Карла Шейна в м.Турка(сучасний вигляд)

У ці роки, з огляду на антисемітські настрої в польських академічних інституціях, двері медичних навчалень були віртуально закриті для єврейської молоді — охочі стати лікарями мусили їхати на навчання до центральної Європи або Італії. Молодий Карл обрав Прагу, де 1929 року вступив до Карлового Університету. У Празі, як більшість молодих євреїв зі Східної Європи, він захопився комуністичною ідеологією, вбачаючи в ній сильну противагу антисемітизму. Він став активним членом комуністичної партії та був арештований поліцією після організації студентського мітингу. 1935 року він отримав диплом лікаря і негайно залишив Чехословаччину, де до влади прийшов антикомуністичний уряд Масарика. Карл повернувся до Польщі і до 1939 року працював хірургом у Єврейському госпіталі у Львові.

Диплом доктора медицини Карла Шейна, виданий Карловим Університетом

## Друга світова війна
1939 року, коли Львів зі згоди Гітлера захопили радянські окупанти, Карл отримав посаду хірурга-асистента у Львівському університетському шпиталі. 1941 року, коли Німеччина напала на СРСР, Карл вирішує вступити до Червоної Армії. Перед цим він їде до Турки і проводить декілька днів з мамою, братами і сестрами. Це було останнє возз'єднання сім'ї Шейнів — після окупації Західної України німцями родина Карла, разом з більшістю євреїв Турки, була переміщена до концтабору і знищена в газовій камері.
З 1941 по 1943 рр. Карл, головний хірург польового шпиталю, разом з лінією фронту перемістився в глибину Росії. Погано забезпечений шпиталь був переповнений пораненими, операційна працювала без зупинки, хірурги від втоми втрачали свідомість, часто спали просто на операційних столах. Через неповноцінне харчування основними засобами відновлення активності хірургів були алкоголь і тютюнопаління. Через відсутність сигарет Карл у ці часи призвичаївся палити «махорку» — очевидно, ця шкідлива звичка пізніше спричинила у Шейна важке хронічне обструктивне захворювання легень.
Величезна кількість операцій на фронті сприяла росту Карла як вправного і швидкого військового хірурга. Він розробив техніку швидкої зупинки раптових кровотеч, спричинених вогнепальними пораненнями підключичних судин: після розширення вхідного отвору рани він охоплював браншами великого «різака» для гіпсу (Paris) головку ключиці, здійснював миттєву авульсію грудинно-ключичного з'єднання і прилеглих м'язів, відтак легко перев'язував ушкоджену артерію.
У ці суворі фронтові роки серед військовослужбовців нерідко практикувалося самоушкодження пострілом у кінцівки (переважно — руки), що давало змогу уникнути участі в боях, але жорстоко каралося армійським командуванням. Щодня політрук оглядав поранених, особливо в руки чи ноги, шукаючи «самострілів», яким загрожував військовий трибунал і розстріл. Шейн навчився швидко виявляти такі рани і відразу ж ампутувати ушкоджені частини, зберігаючи таким чином «самострілів» від розстрілу, але ризикуючи  власним життям. Тридцять років по тому він зустрів одного з цих ампутантів в Ізраїлі.
1943 року Шейна було переведено до новоствореної комуністичної польської армії і призначено головним хірургом Першої польської армії. В її складі він 1945 року переможно вступив до Берліна.

## Післявоєнний (польський) період
1948 року Карл став першим післявоєнним польським хірургом, якого за скеруванням Всесвітньої організації охорони здоров'я відправили на захід для подальшого навчання. Перед від'їздом до США він просив змінити своє ім'я, яке мало єврейсько-німецьке звучання, на «правильніше» — польське. Так Шейн став Шейневичем (пол. - Karl Scheiniewicz). Згодом, через 9 років, в Ізраїлі він повернувся до свого рідного прізвища. Під час його американського стажування його дружина і маленька дочка були залишені в Польщі як «заручники» — задля забезпечення гарантії його повернення з «капіталістичного Заходу». Шейневич у Сполучених Штатах провів один рік, практикуючи ортопедію під керівництвом Лео Меєра (англ. - Leo Meyer) у Нью-Йорку і стажуючись у клініці Мейо (англ. - Mayo Clinic). Його вразила Америка та її медицина. Він швидко вивчив англійську мову, яка стала однією з його основних мов після польської, німецької, російської, української, чеської, латинської, їдиш та івриту. Він також познайомився з американською культурою і привіз із собою до Польщі велику колекцію платівок Поля Робсона (англ. - Paul Robeson), якого  комуністична влада трактувала як «політично правильного».
Після повернення до Польщі 1949 року, Карл був відправлений на острів Волін на Балтійському морі. Там він керував 3500-ліжковим секретним військовим шпиталем, створеним для лікування комуністичних жертв Громадянської війни в Греції, і займався питаннями реконструктивної хірургії.
Зустріч з американською медициною стала поворотним моментом у кар'єрі 37-річного хірурга. Він перестав бути класичним загальним хірургом довоєнних і воєнних епох («Я роблю це все») і присвятив себе ортопедії. Знання, здобуті під час Другої світової війни і в Воліні, лягли в основу його численних публікацій. Його перша стаття «Хірургічна робота у передовому військовому шпиталі Першої армії» була опублікована у Варшаві 1945 року. Загалом Шейн опублікував понад 50 публікацій, у тому числі кілька підручників і монографій.
1951 року Карл був призначений керівником департаменту ортопедії і травматології в університетській лікарні в м. Лодзь і став професором військової хірургії в місцевій медичній школі. Його глибокі знання з військової хірургії були затребувані комуністичною владою під час корейської війни — він став консультантом Північної Кореї з організації фронтової медичної допомоги.
1953 року він став головним хірургом Польської армії — у час, коли завершувалася сталінська епоха. Інформація про злочини сталінського режиму стала доступною, старі товариші, що вважалися пропалими безвісти, почали повертатися з сибірських таборів з розповідями про долю спільних друзів, замордованих режимом. Для Шейна в цей період завершився процес «політичного пробудження», який розпочався ще у Сполучених Штатах. 1954 року він подав у відставку з армії і прийняв керівництво ортопедичним відділенням міської лікарні у Варшаві. 1957 р. секретар партії Владислав Гомулка (пол. - Władysław Gomułka), який прийшов до влади як антисталініст, дозволив частині поляків, що пережили Голокост, емігрувати. Карл і сім'я виїхали назавжди до Ізраїлю. До кінця життя Шейн ніколи не висловлював бажання бачити Польщу чи Росію.

## Післявоєнний (ізраїльський) період
Карл оселився в Хайфі, головному портовому місті Ізраїлю. Перша робота, яку він зміг знайти, — посада хірурга поліклініки — полягала в лікуванні незначних травм і ушкоджень. Він важко переживав через відсутність оперативної діяльності. Однак через рік проживання в Ізраїлі Карл очолив відділення ортопедії в лікарні в Хайфі. Шейн швидко поновив знання івриту, і 1961 р., з урахуванням його харизматичних якостей, був призначений виконавчим директором своєї лікарні. На цій позиції яскраво виявляються його риси досвідченого військового хірурга: він постійно бореться за економічну ефективність, проти зайвих затрат і екстравагантності. У його лікарні найпізніше запроваджується одноразовий перев'язувальний і шовний матеріал, він сам продовжує використовувати рестерилізовані голки, не розуміючи, чому інші не хочуть засиляти шовк через вушко голки.
Карл був не «легким» директором і керівником відділу. Він не втратив бойового настрою діючого хірурга Другої світової війни. Двадцять один рік після його смерті операційна медсестра згадувала: "Спочатку ми страшенно боялися його. Коли щось ішло не так, він кричав і лаявся на нас. Він також кричав на своїх лікарів. Але, коли буря закінчувалася, він жартував з нами за чаєм. Він знав навіть підмітальні машини по імені. Ми виросли в любові і повазі до нього". Інша колишня медсестра згадувала: "Він встановив свої правила в операційній, які не були б прийнятні сьогодні. Під час тривалих операцій він періодично висовував голову через двері або «потягував» запалену сигарету, яку тримала його улюблена няня… Тільки Він дозволяв собі це робити".
1964 р. Карл уперше переніс інфаркт міокарда на фоні діагностованої гіпертонічної хвороби. Тільки через 9 років після його смерті було з'ясовано реальний привід для його хвороби. 1967 року протягом тривалого  очікування Шестиденної війни Карл готував свій шпиталь для прийому поранених — стрес, пережитий у ці дні зіграв свою роль — під час самої війни він був госпіталізований з важким виснаженням. Можливо, це збіг обставин, але ж нині покійний прем'єр-міністр Іцхак Рабин, тоді — генерал і начальник штабу ізраїльської армії, також лікувався через важке виснаження і отруєння нікотином.
До наступної війни на чотирьох кордонах Ізраїлю (1968–1970 р.) — «Війни на виснаження» (араб. حرب الاستنزاف Ḥarb al-Istinzāf, івр. מלחמת ההתשה Milhemet haHatashah англ. War of Attrition) — Карл був залучений опосередковано, через його сина, який вступив до піхотної бригади. Коли його син був евакуйований у тил, зазнавши поранення шрапнеллю, Шейн критично оцінив догляд за раною і зажадав радикальнішого видалення нежиттєздатних тканин.

## Останні дні життя
За іронією долі для Шейна, залученого в низку воєн, його фінальна хвороба розвинулася в перший день війни Судного дня 1973 року. На світанку цього дня єгипетські війська та сирійські війська неочікувано атакували Ізраїль. Кілька годин по тому в Карла стався розрив емфізематозного пухиря, внаслідок чого розвинувся спонтанний пневмоторакс. Він був засмучений через те, що мусить провести війну, перебуваючи в палаті з тривалим дренуванням плевральної порожнини дренажем. Проте дренування не дало ефекту і ускладнилося розвитком емпієми плеври. Хронічно хворий Шейн погодився на торакотомію, рекомендовану колишнім південноафриканським торакальним хірургом. Вранці перед операцією він ретельно поголився, обтер обличчя лосьйоном після гоління, потім обійняв і на російський манер поцілував в обидві щоки всіх своїх друзів, у тому числі хірурга, який мав виконувати операцію. Він попрощався з сім'єю і пройшов операцію, з якої вже не повернувся. Після операції в нього розвинулася стійка гіпотензія і наступного дня Карл Шейн помер.
Двадцять років після смерті торакальний хірург, який оперував Карла, розповів синові Шейна: «Хіба ви не знаєте, що розтин вашого батька дав змогу виявити велику феохромоцитому, яка була, ймовірно, причиною його гіпертонії, прогресуючого атеросклерозу та, зрештою, нез'ясованого невідворотного післяопераційного шоку».
Нова будівля клініки в його лікарні в Хайфі була присвячена пам'яті Шейна. Багато років по тому під час ремонту меморіальна дошка була вилучена, щоб ніколи не повернутися. Пізніше навіть назву лікарні було змінено на честь американського єврейського фонду. Афілійована медична школа, названа на честь Шейна як її засновника, пізніше була перейменована на честь живого швейцарського фінансового донора лікарні. 2004 року син Карла Моше Шейн присвятив батькові книгу «Schein's Common Sense Emergency Abdominal Surgery».

## Фотогалерея

Карл Шейн з Леві Ешколом (Levi Eshkol) - прем'єр-міністром Ізраїлю, (Ізраїль, Хайфа, 1965)
Карл Шейн зі своїми асистентами в шпиталі (Лодзь, Польща,1953)
Карл Шейн під час лекції в Хайфі (1969)

## Основні праці
- «The surgical work in the first-line war hospitals of the First Army» (Military Surgeon 5-6, 1945, Warsaw, 1945)
- «The Principles of Surgical Treatment in War Conditions» — А Textbook (Ministry of National Defense, Warsaw, 1949/1951)
- «The Treatment of Non-united Fractures and Defects of Long Bones» — A Monograph (Institute for Medical Publications, Warsaw, 1951)
- «Reconstructive Surgery of Bullet Injuries of the Foot» — A Monograph (Ministry of National Defense, Warsaw, 1952)
- «Anatomic Surgery in Divisions and Army Surgical Units» (Ministry of National Defense, Warsaw, 1952)
- «Medical Expertise in Disability Evaluation and Employment» (Institute for Medical Publications, Warsaw, 1955).